# هامبانتوتا
هامبانتونا ((بالسنهالية: හම්බන්තොට)‏, (بالتاميلية: அம்பாந்தோட்டை)‏) هي بلدة رئيسية في مقاطعة هامبانتونا، المقاطعة الجنوبية، سريلانكا. هذه المنطقة قليلة التنمية ضربها بشدة تسونامي المحيط الهندي 2004 ويجري حالياً إنشاء عدد من مشروعات التنمية الكبرى منها إنشاء ميناء بحري جديد ومطار دولي اكتمل في 2013. هذه المشارع وغيرها مثل ستاد هامبانتونا للكريكت يقال أنها تشكل جزءا من خطة الحكومة لتحويل هامبانتونا إلى ثاني منطقة حضرية رئيسية في سريلانكا، بعد كولومبو.

## المناخ
يظهر الجدول التالي التغييرات المناخية على مدار السنة لهامبانتوتا:
| البيانات المناخية لـهامبانتوتا                                                                                               | البيانات المناخية لـهامبانتوتا | البيانات المناخية لـهامبانتوتا | البيانات المناخية لـهامبانتوتا | البيانات المناخية لـهامبانتوتا | البيانات المناخية لـهامبانتوتا | البيانات المناخية لـهامبانتوتا | البيانات المناخية لـهامبانتوتا | البيانات المناخية لـهامبانتوتا | البيانات المناخية لـهامبانتوتا | البيانات المناخية لـهامبانتوتا | البيانات المناخية لـهامبانتوتا | البيانات المناخية لـهامبانتوتا | البيانات المناخية لـهامبانتوتا |
| الشهر | يناير                          | فبراير                         | مارس                           | أبريل                          | مايو                           | يونيو                          | يوليو                          | أغسطس                          | سبتمبر                         | أكتوبر                         | نوفمبر                         | ديسمبر                         | المعدل السنوي                  |
| --- | ------------------------------ | ------------------------------ | ------------------------------ | ------------------------------ | ------------------------------ | ------------------------------ | ------------------------------ | ------------------------------ | ------------------------------ | ------------------------------ | ------------------------------ | ------------------------------ | ------------------------------ |
| الدرجة القصوى °م (°ف) | 34.7 (94.5)                    | 35.0 (95.0)                    | 35.3 (95.5)                    | 36.0 (96.8)                    | 36.4 (97.5)                    | 37.2 (99.0)                    | 36.2 (97.2)                    | 39.2 (102.6)                   | 36.0 (96.8)                    | 36.9 (98.4)                    | 36.7 (98.1)                    | 34.8 (94.6)                    | 39.2 (102.6)                   |
| متوسط درجة الحرارة الكبرى °م (°ف)                                                                                            | 29.8 (85.6)                    | 30.2 (86.4)                    | 30.9 (87.6)                    | 31.2 (88.2)                    | 30.7 (87.3)                    | 30.3 (86.5)                    | 30.6 (87.1)                    | 30.1 (86.2)                    | 29.9 (85.8)                    | 30.1 (86.2)                    | 29.9 (85.8)                    | 29.6 (85.3)                    | 30.3 (86.5)                    |
| المتوسط اليومي °م (°ف) | 26.3 (79.3)                    | 26.6 (79.9)                    | 27.4 (81.3)                    | 28.1 (82.6)                    | 28.1 (82.6)                    | 27.7 (81.9)                    | 27.6 (81.7)                    | 27.4 (81.3)                    | 27.2 (81.0)                    | 27.1 (80.8)                    | 26.8 (80.2)                    | 26.5 (79.7)                    | 27.2 (81.0)                    |
| متوسط درجة الحرارة الصغرى °م (°ف)                                                                                            | 22.8 (73.0)                    | 23.0 (73.4)                    | 23.9 (75.0)                    | 25.0 (77.0)                    | 25.5 (77.9)                    | 25.1 (77.2)                    | 24.7 (76.5)                    | 24.6 (76.3)                    | 24.5 (76.1)                    | 24.2 (75.6)                    | 23.6 (74.5)                    | 23.3 (73.9)                    | 24.2 (75.6)                    |
| أدنى درجة حرارة °م (°ف) | 17.7 (63.9)                    | 15.6 (60.1)                    | 17.4 (63.3)                    | 18.9 (66.0)                    | 19.5 (67.1)                    | 21.2 (70.2)                    | 21.2 (70.2)                    | 20.1 (68.2)                    | 20.6 (69.1)                    | 20.2 (68.4)                    | 19.6 (67.3)                    | 18.2 (64.8)                    | 15.6 (60.1)                    |
| الهطول مم (إنش) | 58 (2.3)                       | 47 (1.9)                       | 66 (2.6)                       | 95 (3.7)                       | 89 (3.5)                       | 59 (2.3)                       | 48 (1.9)                       | 55 (2.2)                       | 71 (2.8)                       | 151 (5.9)                      | 188 (7.4)                      | 118 (4.6)                      | 1٬045 (41.1)                   |
| متوسط أيام هطول الأمطار (≥ 1.0 mm)                                                                                           | 5                              | 3                              | 5                              | 8                              | 8                              | 7                              | 6                              | 5                              | 7                              | 10                             | 12                             | 9                              | 85                             |
| متوسط الرطوبة النسبية (%) (at {{{time day}}})                                                                                | 71                             | 71                             | 72                             | 75                             | 78                             | 77                             | 75                             | 76                             | 77                             | 76                             | 77                             | 76                             | 75                             |
| ساعات سطوع الشمس الشهرية | 207.7                          | 200.6                          | 248.0                          | 237.0                          | 235.6                          | 201.0                          | 204.6                          | 201.5                          | 207.0                          | 192.2                          | 189.0                          | 217.0                          | 2٬541٫2                        |
| ساعات سطوع الشمس اليومية | 6.7                            | 7.1                            | 8.0                            | 7.9                            | 7.6                            | 6.7                            | 6.6                            | 6.5                            | 6.9                            | 6.2                            | 6.3                            | 7.0                            | 7.0                            |
| المصدر #1: NOAA |                                |                                |                                |                                |                                |                                |                                |                                |                                |                                |                                |                                |                                |
| المصدر #2: الأرصاد الجوية الألمانية (precipitation days, 1968–1990 and sun, 1962–1977), Meteo Climat (record highs and lows) |                                |                                |                                |                                |                                |                                |                                |                                |                                |                                |                                |                                |                                |